# Brachyodes pervulgatus
Brachyodes pervulgatus is een keversoort uit de familie van de loopkevers (Carabidae). De wetenschappelijke naam van de soort is voor het eerst geldig gepubliceerd in 1990 door Lecordier & Girard.